# Acritochaete
Acritochaete, monotipski biljni rod iz porodice trava. Jedina vrsta je A. volkensii, jednogodišnja biljka koja raste po afričkim državama Južni Sudan; Kamerun; Etiopija; otocima Gvinejskog zaljeva (Bioko); Kenija; Nigerija;  Tanzanija; Uganda, DR Kongo.